# Волсенд
Волсе́нд (англ. Wallsend) — містечко та історичний регіон Норт-Тайнсайда у графстві Тайн-енд-Вір, регіон Північно-Східна Англія, Англія, Сполучене Королівство, що розташоване на південному березі річці Тайн. Станом на 2011 рік населення міста — 43 826 осіб. Ім'я Волсенд веде своє походження від крайки Адріанова вала, на східному кінця якого розташовувалася фортеця римських часів Сегедунум.